# Rio Bălmușel
O Rio Bălmuşel é um rio da Romênia afluente do rio Bălmuş, localizado no distrito de Neamţ.